# Stanisławów Stary
Stanisławów Stary [pronunciación en polaco: /staniˈswavuf ˈstarɨ/] es un pueblo ubicado en el distrito administrativo de Gmina Lutomiersk, dentro del condado de Pabianice, Voivodato de Łódź, en el centro de Polonia. Se encuentra a unos 5 kilómetros al noreste de Lutomiersk, a 19 kilómetros al noroeste de Pabianice, y a 17 kilómetros al oeste de la capital regional Łódź.